# Maung Nan Htet
Maung Nan Htet (* 9. November 2001) ist ein myanmarischer Leichtathlet, der sich auf den Speerwurf spezialisiert hat.

## Karriere
Erste internationale Erfahrungen sammelte Maung Nan Htet im Jahr 2022, als er bei den Südostasienspielen in Hanoi mit einer Weite von 63,00 m den vierten Platz belegte.
2019 wurde Maung myanmarischer Meister im Speerwurf.